# 田村顕承
田村 顕承（たむら あきつぐ、生没年不詳）は、江戸時代後期の旗本。一関藩主家分家の旗本田村家第6代当主。通称は津久雄。養父は田村顕詩。実父は多羅尾光雄。実母は某氏。妻は顕詩養女（仙台藩士鈴木次庸の娘）。養子は田村顕彰。禄高700俵。

## 生涯
多羅尾光雄（四郎右衛門）の次男に生まれ、叔父で田村家に養子となった顕詩が生存中に養女の婿養子となる。『寛政重修諸家譜』編纂当時の田村家嗣子であった。のちに、本家一関藩から第5代藩主田村村資の子である顕彰を養子に迎えている。須原屋茂兵衛蔵板の武鑑に掲載される一関藩主家田村家の系図でも、顕彰に「田村津久雄顕承養子」と付記されている。
多門櫓文書によれば小普請から転じた記述はなく、文化3年12月26日（1806年2月14日）に養子の顕彰が家督相続をした旨が記されている。